# Goldwangen-Waldsänger
Der Goldwangen-Waldsänger (Setophaga chrysoparia, Syn.: Dendroica chrysoparia) ist ein kleiner insektenfressender Vogel aus der Gattung der Baumwaldsänger (Setophaga) in der Familie der Waldsänger (Parulidae).

## Merkmale
Männliche Goldwangen-Waldsänger sind gut zu unterscheiden von anderen Waldsängerarten. Der Vogel hat ein leuchtendes gelbes Gefieder an den Seiten des Kopfes, das jeweils auf beiden Seiten durch einen schwarzen Streifen vom Schnabel über die dunkelbraunen Augen nach hinten in den Nacken durchzogen ist. Der Kehlbereich und das obere Brustgefieder ist schwarz. Im unteren Brustbereich und am Bauch trägt er ein weißes Federkleid, das mit schwarzen Streifen durchzogen ist. Der Schnabel, die Beine und die Füße haben eine schwarze Farbe. Das Rückengefieder ist schwarzgrau mit weißen Flecken auf den Flügeln. Bei dem Weibchen ist der leuchtende gelbe Farbton am Kopf heller und stumpfer.